# De Abasin Sape
De Abasin Sape o (The Abasin Waves) es un equipo de fútbol en Afganistán. Juegan en la Liga Premier de Afganistán.

## Historia
El club fue fundado en agosto de 2012 por la creación de la Liga Premier de Afganistán y el club jugó en uno de los juegos inaugurales de la liga. Los jugadores del club fueron elegidos a través de un casting-show llamado Maidon-E-Sabz ("Campo Verde").
El club representa la región sudoriental de Afganistán.
El equipo lleva el nombre de un nombre del Idioma pastún del río Indo - río Indo ("Padre de los Ríos").
En la Afghan Premier League 2012 el club fue eliminado en la fase de grupos al perder 0-1 con el De Spin Ghar Bazan F.C., perder 3-0 con el De Maiwand Atalan FC y perder 3-0 con el Shaheen Asmayee F.C.. En la Liga Premier de Afganistán 2013 también es eliminado en la fase de grupos al conseguir su primera victoria 0-2 con el De Maiwand Atalan FC, ser goleado 1-5 por el Oqaban Hindukush F.C. y perder 1-0 con el Shaheen Asmayee F.C.. En la Liga Premier de Afganistán 2014 es eliminado en la fase de grupos al ser goleado 5-1 por el Shaheen Asmayee F.C., ser goleado 5-1 por el Oqaban Hindukush F.C. y perder 2-0 con el Mawjhai Amu F.C.. En la Liga Premier de Afganistán 2015 también es eliminado en la fase de grupos al empatar 1-1 con el Oqaban Hindukush F.C., perder 3-1 con el De Spin Ghar Bazan F.C. y perder 1-0 con el Mawjhai Amu F.C..